# Abolboda americana
Espèce
Classification phylogénétique
Synonymes
- Abolboda americana var. imberbis Maguire
- Abolboda imberbis Kunth
- Abolboda poeppigii Kunth
- Xyris americana Aubl. - Basionyme
- Xyris coerulea Lam.[1]

Abolboda americana est une espèce de plantes à fleurs de la famille des Xyridaceae. C'est une plante herbacée néotropicale.

## Statut
Abolboda americana a le statut d'espèce déterminante ZNIEFF en Guyane.

## Histoire naturelle
En 1775, le botaniste Aublet propose la diagnose suivante :
« XYRIS (americana) flore cæruleo, foliis ſetaceis (Tabula 14.)

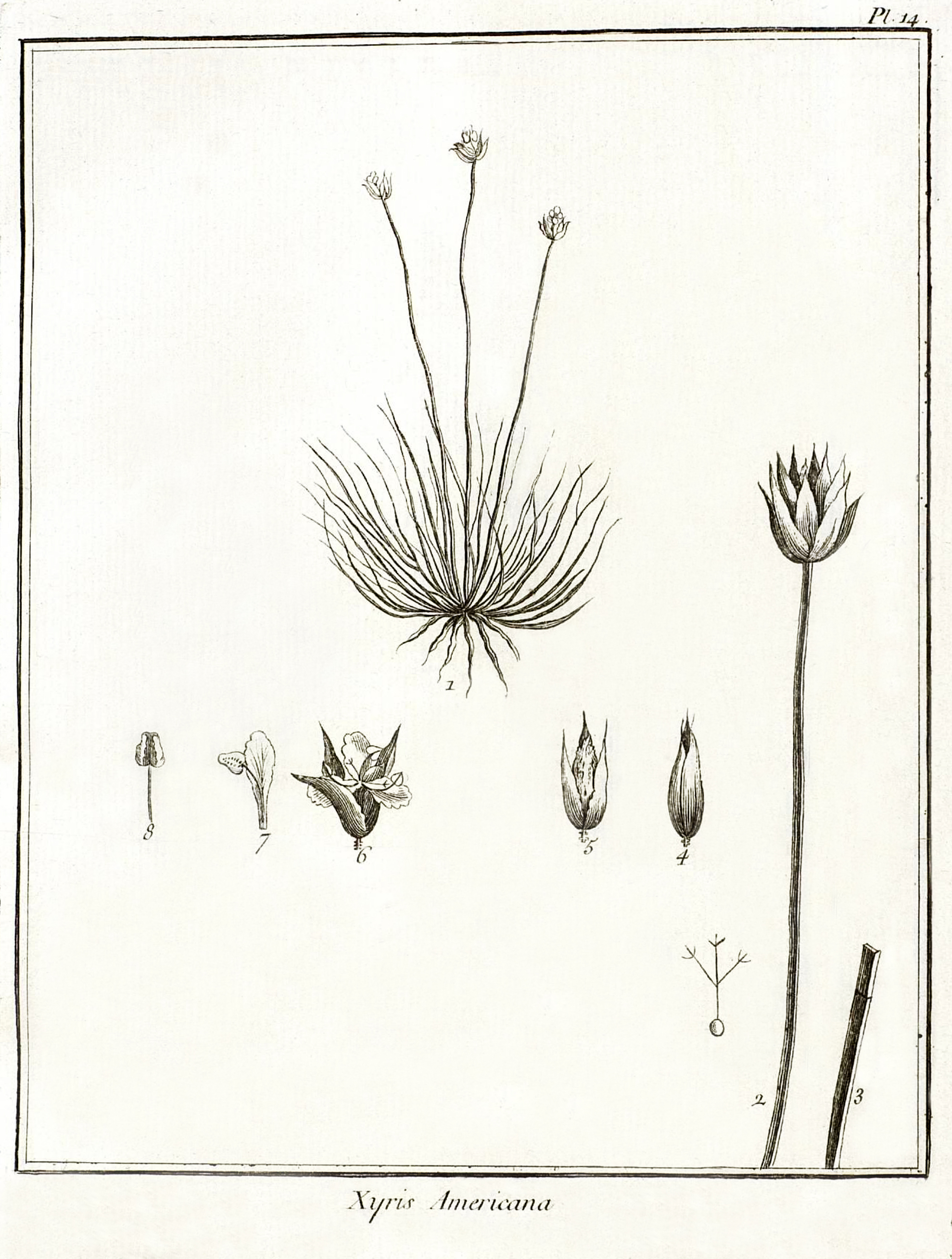
Planche de Abolboda americana dans l'ouvrage d'Aublet (1775) Explication de la Planche quatorzième : 1. Plante de grandeur naturelle. - 2. Tête de fleur. - 3. Portion de tige. - 4. Bouton de fleur. - 5. Bouton de fleur dont le calice s'épanouit. - 6. Fleur épanouie. - 7. Pétale. Étamine. - 8. Étamine ſéparée.

Planta hcrbacea. Radix fibroſa. Folia faſciculata, anguſta, plana, parva, rigida, acuta, bail ſe mutuo amplexantia. Scapi tri, & quadri-unciales, nudi, numeroſi, compreſſi, annulati, versùs iummitatem complanati, & quaſi marginati, capitulum ſquammoſum ſuſtinentes, & squammis ovatis, acutis, concavis, flores diſtinguentibus. Corolla cærulea.
Florebat Decembri.

Habitat in locis paludoſis, præſertim Macouria. »
« LE JUPICAI. (PLANCHE 14.).

Cette plante eſt très petite, & on l'a repréſentée de grandeur naturelle dans la Figure.
Les racines de cette plante ſont des paquets de fibres menues & courtes.
Les feuilles qui en ſortent ſont nombreuſes, un peu applaties, aiguës, roides, & s'embraſſent par leur baſe, qui forme une gaine. D'entre les feuilles s'élèvent pluſieurs tiges ſimples, nues, applaties, & à deux faces, convexes juſque vers leur ſommet, qui eſt comprimé, & comme aile ; elles ſont terminées par une tête écailleuſe, qui renferme les fleurs ; ces écailles ſont longues, étroites & pointues ; chaque écaille contient une fleur.
La corolle eſt diviſée en ſix parties, dont trois extérieures, vertes, membraneuſes, droites, aiguës, peuvent être conſidérées comme le calice de cette fleur; les trois parties intérieures ſont molles, un peu charnues, de couleur bleue: on peut les prendre pour autant de pétales, dont la baſe eſt étroite, & la partie ſupérieure qui s'évaſe eſt plus large, & un peu ondée a ſes bords. Ces pétales, en s'épanouiſſant & s’évaſent en dehors entre les diviſions extérieures, & les débordent.
Les étamines ſont au nombre de trois, attachées chacune à l'onglet de chaque pétale, & ſont couvertes, à leur naiſſance, de poils qui cachent l'ovaire. Leurs filets ſont bleus, & portent une anthère droite, à quatre angles, & marquée par quatre ſillons, dont les latéraux s'ouvrent dans toute leur longueur, pour répandre une pouſſière très fine.
Le pistil eſt un ovaire arrondi,lequel porte un style qui, a la moitie de ſi hauteur, ſe partage en trois branches terminées chacune par trois stigmates applatis. L'ovaire devient une capsule a trois loges remplies de semences menues.
Cette plante ne ſe trouve que dans les endroits marécageux, ou elle couvre ſouvent des eſpaces plus ou moins conſidérables. Je l'ai obſervée ſpécialement au mois de Décembre, dans les ſavanes de Macouria.

Toutes les parties de la fleur ſont repréſentées détachées & plus groſſes que la plante ne les offre. »